# Upen Patel
Upen Patel (ur. 16 sierpnia 1980 Ahmedabaddzie, Gudżarat) – model i aktor bollywoodzki. W 1983 wraz z rodziną emigrował z Ugandy do Londynu, gdzie rozpoczął karierę modela dla firmy Hugo Boss. Aktualnie w Mumbaju. Debiutował w 2006 roku filmem 36 China Town uzyskując  Nagrodę Filmfare za Najlepszy Debiut 36 China Town. Kawaler, łączony  z modelkami Deepika Padukone, Shivani Kapoor i Shamita Singha i aktorkami Amrita Arora i Tabu.

## Filmografia
- 2006: 36 China Town - Rocky
- 2007: Namastey London - Imran Khan
- 2007: Shakalaka Boom Boom - Reggi
- 2008: One Two Three